# Ayenia limitaris
Ayenia limitaris är en malvaväxtart som beskrevs av Cristobal. Ayenia limitaris ingår i släktet Ayenia och familjen malvaväxter. Inga underarter finns listade i Catalogue of Life.